# 河南董寨鸟类国家级自然保护区
河南董寨鸟类国家级自然保护区位于河南、湖北两省交界的信阳市大别山北麓，位于河南省罗山县最南端，距罗山县城55公里，距信阳市29公里。1982年由河南省人民政府批准为省级鸟类自然保护区，2001年由国务院批准为国家级自然保护区。
董寨自然保护区的范围包括东经114°18'至114°30'（约20公里），北纬31°28'至32°09'（约32公里），总面积4.68万公顷。保护区内分布着高等植物1879种；兽类37种；两栖爬行类44种；昆虫700余种；鸟类237种，种类占河南省的79%，全国的20%；其中国家重点保护鸟类有39种，列入《中日候鸟类保护协定名录》的有95种。鸟类中以国家二级保护鸟类白冠长尾雉最为著名，其种群密度居全国之首。

## 朱鹮培育
2007年，董寨自然保护区获得北京动物园调入的4只朱鹮。同年11月，日本返还的13只朱鹮被安排在该保护区。